# Dener Assunção Braz
Dener Assunção Braz, mais conhecido como Dener (Bagé, 28 de junho de 1991 – La Unión, 28 de novembro de 2016), foi um futebolista brasileiro que atuou como lateral-esquerdo. Até 2016, defendeu a Chapecoense. Foi uma das vítimas do Voo LaMia 2933 que resultou na morte de 71 pessoas que estavam no avião ao qual levava o time para a final da Copa Sul-Americana de 2016.

## Estatísticas
Até 2 de abril de 2016:

### Clubes
| Clube             | Temporada         | Campeonato nacional | Campeonato nacional | Campeonato nacional | Copa nacional[a] | Copa nacional[a] | Copa nacional[a] | Competições continentais[b] | Competições continentais[b] | Competições continentais[b] | Outros torneios[c] | Outros torneios[c] | Outros torneios[c] | Total | Total | Total   |
| Clube             | Temporada         | Jogos               | Gols                | Assist.             | Jogos            | Gols             | Assist.          | Jogos                       | Gols                        | Assist.                     | Jogos              | Gols               | Assist.            | Jogos | Gols  | Assist. |
| ----------------- | ----------------- | ------------------- | ------------------- | ------------------- | ---------------- | ---------------- | ---------------- | --------------------------- | --------------------------- | --------------------------- | ------------------ | ------------------ | ------------------ | ----- | ----- | ------- |
| Chapecoense       | 2015              | 35                  | 0                   | 2                   | 2                | 0                | 0                | 5                           | 0                           | 1                           | 19                 | 1                  | 0                  | 61    | 1     | 3       |
| Chapecoense       | 2016              | 29                  | 3                   | 0                   | 3                | 0                | 0                | 7                           | 0                           | 0                           | 19                 | 0                  | 3                  | 58    | 3     | 3       |
| Chapecoense       | Total             | 64                  | 3                   | 2                   | 5                | 0                | 0                | 12                          | 0                           | 1                           | 38                 | 1                  | 3                  | 119   | 4     | 6       |
| Total na carreira | Total na carreira | 64                  | 3                   | 2                   | 5                | 0                | 0                | 12                          | 0                           | 1                           | 38                 | 1                  | 3                  | 119   | 4     | 6       |

- a. ^ Jogos da Copa do Brasil
- b. ^ Jogos da Copa Sul-Americana
- c. ^ Jogos do Campeonato Catarinense

|             | Data                    | Local                                    | Resultado | Adversário         | Gols | Assist. | Competição                     |
| ----------- | ----------------------- | ---------------------------------------- | --------- | ------------------ | ---- | ------- | ------------------------------ |
| Chapecoense |                         |                                          |           |                    |      |         |                                |
| 62.         | 30 de janeiro de 2016   | Arena Condá, Chapecó, Brasil             | 2–1       | Inter de Lages     | 0    | 0       | Campeonato Catarinense de 2016 |
| 63.         | 2 de fevereiro de 2016  | Robertão, Camboriú, Brasil               | 1–0       | Camboriú           | 0    | 0       | Campeonato Catarinense de 2016 |
| 64.         | 6 de fevereiro de 2016  | Arena Condá, Chapecó, Brasil             | 1–1       | Guarani de Palhoça | 0    | 1       | Campeonato Catarinense de 2016 |
| 65.         | 11 de fevereiro de 2016 | Aníbal Costa, Tubarão, Brasil            | 2–1       | Avaí               | 0    | 0       | Campeonato Catarinense de 2016 |
| 66.         | 14 de fevereiro de 2016 | Augusto Bauer, Brusque, Brasil           | 2–0       | Brusque            | 0    | 1       | Campeonato Catarinense de 2016 |
| 67.         | 21 de fevereiro de 2016 | Arena Condá, Chapecó, Brasil             | 1–0       | Figueirense        | 0    | 0       | Campeonato Catarinense de 2016 |
| 68.         | 24 de fevereiro de 2016 | Arena Condá, Chapecó, Brasil             | 3–0       | Metropolitano      | 0    | 1       | Campeonato Catarinense de 2016 |
| 69.         | 28 de fevereiro de 2016 | Arena Joinville, Joinville, Brasil       | 0–0       | Joinville          | 0    | 0       | Campeonato Catarinense de 2016 |
| 70.         | 2 de março de 2016      | Arena Condá, Chapecó, Brasil             | 1–0       | Criciúma           | 0    | 0       | Campeonato Catarinense de 2016 |
| 71.         | 6 de março de 2016      | Tio Vida, Lages, Brasil                  | 2–1       | Inter de Lages     | 0    | 0       | Campeonato Catarinense de 2016 |
| 72.         | 12 de março de 2016     | Arena Condá, Chapecó, Brasil             | 4–0       | Camboriú           | 0    | 0       | Campeonato Catarinense de 2016 |
| 73.         | 17 de março de 2016     | Estádio Renato Silveira, Palhoça, Brasil | 2–1       | Guarani de Palhoça | 0    | 0       | Campeonato Catarinense de 2016 |
| 74.         | 20 de março de 2016     | Arena Condá, Chapecó, Brasil             | 4–0       | Avaí               | 0    | 0       | Campeonato Catarinense de 2016 |
| 75.         | 26 de março de 2016     | Arena Condá, Chapecó, Brasil             | 3–3       | Brusque            | 0    | 0       | Campeonato Catarinense de 2016 |
| 76.         | 2 de abril de 2016      | Orlando Scarpelli, Florianópolis, Brasil | 1–1       | Figueirense        | 0    | 0       | Campeonato Catarinense de 2016 |

## Títulos
Veranópolis
- Campeonato Gaúcho (Campeão do Interior): 2012

Ituano
- Campeonato Paulista: 2014

Chapecoense
- Campeonato Catarinense: 2016
- Copa Sul-Americana: 2016[2]

## Morte
Dener foi uma das vítimas fatais do voo 2933 da LaMia, que levava a equipe da Chapecoense a Medellín, Colômbia, onde iria disputar a final da Copa Sul-Americana de 2016.